# Ulster Grand Prix 1950
De Ulster Grand Prix 1950 was de vijfde Grand Prix van wereldkampioenschap wegrace in het seizoen 1950. De races werden verreden op 18 augustus 1950 op het Clady Circuit, een stratencircuit in County Antrim. In Ulster kwamen vier klassen aan de start: 500 cc, 350 cc, 250 cc en 125 cc. In deze Grand Prix werd de wereldtitel in de 350cc-klasse beslist.

## Algemeen
Net als in het seizoen 1949 reden in Ulster alle klassen tegelijk. Dat dwong een groot aantal coureurs (Reg Armstrong, Dickie Dale, Harold Daniell, Geoff Duke, Ted Frend, Les Graham, Harry Hinton, Johnny Lockett, Eric McPherson, Bruno Ruffo en Charlie Salt) om te kiezen voor een bepaalde klasse. Nadat er in 1949 slechts drie klassen gestart waren, koos men nu voor vier klassen. Probleem was dat de zijspanklasse helemaal niet populair was in de Angelsaksische landen en dat de zijspannen het op het smalle stratencircuit ook moeilijk zouden krijgen. Daarom koos men ervoor om de 125cc-klasse aan het veld toe te voegen, maar ook die was niet populair. De Isle of Man TT kende bijvoorbeeld de 125cc-Ultra-Lightweight TT nog niet. 

## 500cc-klasse
Geoff Duke won de 400km-lange 500cc-race voor Les Graham. Opvallend was dat WK-leider Umberto Masetti met zijn Gilera 500 4C ruim dertien minuten moest toegeven en slechts zesde werd. Zo behielden Duke en Graham nog uitzicht op de wereldtitel. Als Duke de GP des Nations ook nog zou winnen, moest Masetti ten minste tweede worden om de wereldtitel veilig stellen. 
| Pos | Coureur          | Merk        | Tijd      | Punten |
| --- | ---------------- | ----------- | --------- | ------ |
| 1   | Geoff Duke       | Norton      | 2:29"15'0 | 8      |
| 2   | Les Graham       | AJS         | +57'3     | 6      |
| 3   | Johnny Lockett   | Norton      | +1"39'3   | 4      |
| 4   | Dickie Dale      | Norton      | +3"55'0   | 3      |
| 5   | Jock West        | AJS         | +9"31'0   | 2      |
| 6   | Umberto Masetti  | Gilera      | +13"25'0  | 1      |
| 7   | Nello Pagani     | Gilera      | +13"34'0  |        |
| 8   | Phil Heath       | Norton      | +1 ronde  |        |
| 9   | Harry Turner     | Norton      | +1 ronde  |        |
| 10  | Ernie Barrett    | Norton      | +1 ronde  |        |
| 11  | Jim Kentish      | Norton      | +2 ronden |        |
| 12  | Freddy Fairbairn | Vincent-HRD | +2 ronden |        |
| 13  | Ernest Braine    | Norton      | +2 ronden |        |

| Coureur         | Merk      |
| --------------- | --------- |
| Ted Frend       | AJS       |
| Thomas Byrne    | Triumph   |
| Arthur Wheeler  | Norton    |
| Harry Hinton    | Norton    |
| Wilmot Evans    | Bitza     |
| Gerard Carter   | Norton    |
| Carlo Bandirola | Gilera    |
| Charlie Salt    | Velocette |
| Herbert Meyers  | Norton    |
| Jack Harding    | Norton    |
| George Morrison | Norton    |
| Syd Lawton      | Rudge     |
| Lennart Fenning | Norton    |
| Albert Moule    | Norton    |

| Coureur          | Merk      | Oorzaak   |
| ---------------- | --------- | --------- |
| Eric McPherson   | Norton    | [ 2 ]     |
| Harold Daniell   | Norton    | [ 2 ]     |
| Artie Bell       | Norton    | Blessures |
| Reg Armstrong    | AJS       | [ 2 ]     |
| Alfredo Milani   | Gilera    |           |
| Arciso Artesiani | MV Agusta |           |
| Syd Jensen       | Triumph   |           |

### Top tien tussenstand 500cc-klasse
| Pos | Coureur         | Merk   | Ptn |
| --- | --------------- | ------ | --- |
| 1   | Umberto Masetti | Gilera | 23  |
| 2   | Geoff Duke      | Norton | 19  |
| 3   | Les Graham      | AJS    | 17  |
| 4   | Nello Pagani    | Gilera | 12  |
| 5   | Carlo Bandirola | Gilera | 10  |
| 6   | Johnny Lockett  | Norton | 9   |
| 7   | Artie Bell      | Norton | 6   |
| 8   | Harry Hinton    | Norton | 5   |
| 9   | Ted Frend       | AJS    | 4   |
| 9   | Harold Daniell  | Norton | 4   |

## 350cc-klasse
In de 350cc-race werd Bob Foster enorm geholpen door het feit dat de jonge Geoff Duke koos voor een start in de 500cc-klasse. Zijn belangrijkste concurrent in de strijd om de wereldtitel was daarmee verdwenen, net als Artie Bell, die in de GP van België zwaar geblesseerd was geraakt, en Les Graham, die ook voor de 500cc-klasse koos. Nu moest hij het vooral opnemen tegen zijn teamgenoot Reg Armstrong, die hij met ruim twaalf seconden versloeg. Daarmee was Foster zeker van de wereldtitel in de 350cc-klasse. 
| Pos | Coureur        | Merk      | Tijd      | Punten |
| --- | -------------- | --------- | --------- | ------ |
| 1   | Bob Foster     | Velocette | 2:20"55'6 | 8      |
| 2   | Reg Armstrong  | Velocette | +12'4     | 6      |
| 3   | Harry Hinton   | Norton    | +1"15'4   | 4      |
| 4   | Eric McPherson | AJS       |           | 3      |
| 5   | Cecil Sandford | AJS       |           | 2      |
| 6   | Harold Daniell | Norton    |           | 1      |

| Coureur        | Merk      | Oorzaak   |
| -------------- | --------- | --------- |
| Artie Bell     | Norton    | Blessures |
| Bill Lomas     | Velocette |           |
| Charlie Salt   | Velocette | <         |
| Dickie Dale    | AJS       | [ 4 ]     |
| Geoff Duke     | Norton    | [ 4 ]     |
| Johnny Lockett | Norton    | [ 4 ]     |
| Les Graham     | AJS       | [ 4 ]     |
| Ted Frend      | AJS       | [ 4 ]     |

### Top tien tussenstand 350cc-klasse
| Pos | Coureur                     | Merk      | Ptn |
| --- | --------------------------- | --------- | --- |
| 1   | Bob Foster (wereldkampioen) | Velocette | 30  |
| 2   | Geoff Duke                  | Norton    | 20  |
| 3   | Artie Bell                  | Norton    | 14  |
| 4   | Les Graham                  | AJS       | 11  |
| 4   | Reg Armstrong               | Velocette | 11  |
| 6   | Bill Lomas                  | Velocette | 7   |
| 7   | Harold Daniell              | Norton    | 6   |
| 8   | Harry Hinton                | Norton    | 5   |
| 9   | Johnny Lockett              | Norton    | 4   |
| 9   | Ted Frend                   | AJS       | 4   |

## 250cc-klasse
Maurice Cann herhaalde het succes dat hij in de Ulster GP van 1949 had behaald. Hij won met acht seconden voorsprong op Dario Ambrosini, die echter nog ruim aan de leiding van het wereldkampioenschap bleef. Ambrosini zou in de GP des Nations aan één punt genoeg hebben.
| Pos | Coureur          | Merk       | Tijd    | Punten |
| --- | ---------------- | ---------- | ------- | ------ |
| 1   | Maurice Cann     | Moto Guzzi | 2:23"41 | 8      |
| 2   | Dario Ambrosini  | Benelli    | +8"22   | 6      |
| 3   | Wilf Billington  | Moto Guzzi | +9"25   | 4      |
| 4   | Arthur Burton    | Excelsior  |         | 3      |
| 5   | David Andrews    | Excelsior  |         | 2      |
| 6   | William Campbell | Excelsior  |         | 1      |

| Coureur     | Merk       | Oorzaak |
| ----------- | ---------- | ------- |
| Dickie Dale | Benelli    | [ 4 ]   |
| Bruno Ruffo | Moto Guzzi | [ 5 ]   |

| Coureur            | Merk          |
| ------------------ | ------------- |
| Fergus Anderson    | Moto Guzzi    |
| Benoît Musy        | Moto Guzzi    |
| Len Bayliss        | Elbee Special |
| Carlo Bellotti     | Moto Guzzi    |
| Arnold Jones       | Moto Guzzi    |
| Roland Pike        | Rudge         |
| Ronald Mead        | Velocette     |
| Claudio Mastellari | Moto Guzzi    |
| Onorato Francone   | Moto Guzzi    |
| Alano Montanari    | Moto Guzzi    |
| Ugo Plebani        | Moto Guzzi    |

### Top tien tussenstand 250cc-klasse
| Pos | Coureur         | Merk          | Ptn |
| --- | --------------- | ------------- | --- |
| 1   | Dario Ambrosini | Benelli       | 22  |
| 2   | Maurice Cann    | Moto Guzzi    | 14  |
| 3   | Bruno Ruffo     | Moto Guzzi    | 6   |
| 4   | Dickie Dale     | Benelli       | 4   |
| 4   | Wilf Billington | Moto Guzzi    | 4   |
| 4   | Ronald Mead     | Velocette     | 4   |
| 7   | Benoît Musy     | Moto Guzzi    | 3   |
| 7   | Roland Pike     | Rudge         | 3   |
| 7   | Arthur Burton   | Excelsior     | 3   |
| 10  | Len Bayliss     | Elbee Special | 2   |
| 10  | Carlo Bellotti  | Moto Guzzi    | 2   |
| 10  | David Andrews   | Excelsior     | 2   |

## 125cc-klasse
De 125cc-race in Ulster was een aanfluiting. Alleen de fabrieksrijders van Mondial verschenen aan de start: Carlo Ubbiali, Bruno Ruffo en Gianni Leoni. Ubbiali won voor Ruffo, maar Leoni haalde de finish niet. De FIM bepaalde hierna dat er ten minste zes starters moesten zijn om een Grand Prix te laten meetellen voor het wereldkampioenschap. 
| Pos | Coureur       | Merk    | Tijd   | Punten |
| --- | ------------- | ------- | ------ | ------ |
| 1   | Carlo Ubbiali | Mondial | 2:7"53 | 8      |
| 2   | Bruno Ruffo   | Mondial | +1"05  | 6      |

| Coureur      | Merk    |
| ------------ | ------- |
| Gianni Leoni | Mondial |

| Coureur          | Merk      |
| ---------------- | --------- |
| Emilio Soprani   | Morini    |
| Felice Benasedo  | MV Agusta |
| Giuseppe Matucci | Morini    |
| Luigi Zinzani    | Morini    |
| Raffaele Alberti | Mondial   |
| Umberto Braga    | Mondial   |
| Gijs Lagerweij   | Sparta    |

### Top zeven tussenstand 125cc-klasse
(Slechts zeven coureurs hadden al punten gescoord)
| Pos | Coureur          | Merk      | Ptn |
| --- | ---------------- | --------- | --- |
| 1   | Bruno Ruffo      | Mondial   | 14  |
| 2   | Carlo Ubbiali    | Mondial   | 8   |
| 3   | Gianni Leoni     | Mondial   | 6   |
| 4   | Giuseppe Matucci | Morini    | 4   |
| 5   | Umberto Braga    | Mondial   | 3   |
| 6   | Felice Benasedo  | MV Agusta | 2   |
| 7   | Gijs Lagerweij   | Sparta    | 1   |

1922 · 1923 · 1924 · 1925 · 1926 · 1927 · 1928 · 1929 · 1930 · 1931 · 1932 · 1933 · 1934 · 1935 · 1936 · 1937 · 1938 · 1939 · 1946 · 1947 · 1948 · 1949 · 1950 · 1951 · 1952 · 1953 · 1954 · 1955 · 1956 · 1957 · 1958 · 1959 · 1960 · 1961 · 1962 · 1963 · 1964 · 1965 · 1966 · 1967 · 1968 · 1969 · 1970 · 1971 · 1973 · 1974 · 1975 · 1976 · 1977 · 1978 · 1979 · 1980 · 1981 · 1982 · 1983 · 1984 · 1985 · 1986 · 1988 · 1989 · 1990 · 1991 · 1992 · 1993 · 1994 · 1995 · 1996 · 1997 · 1998 · 1999 · 2000 · 2001 · 2002 · 2003 · 2004 · 2005 · 2006 · 2007 · 2008 · 2009 · 2010 · 2011 · 2012 · 2013 · 2014 · 2015